# Carlos Servín
Carlos María Servín Caballero (Asunción, Paraguay, 24 de mayo de 1987) es un futbolista paraguayo. Juega de arquero y su equipo es el Club Sportivo Dos de Mayo de la Primera División de Paraguay.

## Trayectoria
Se formó en las divisiones inferiores del Club Tacuary donde debutó en primera división, y se quedó hasta el 2012, cuando el club descendió a la División Intermedia. Al año siguiente pasa a ser nuevo jugador del Club Rubio Ñu durante un semestre y al terminarse este, se confirmó su incorporación al Vitória Futebol Clube no llegando a ganarse el puesto debido a la gran temporada de Paweł Kieszek fue compañero de la legión paraguaya Marco Acosta, Javier Cohene y Ramón Cardozo. En enero de 2017 pasó a jugar al Club Libertad.

## Clubes
| Club                       | País     | Año           |
| -------------------------- | -------- | ------------- |
| Tacuary                    | Paraguay | 2005-2014     |
| Rubio Ñu (préstamo)        | Paraguay | 2013          |
| Vitória Setúbal (préstamo) | Portugal | 2013-2014     |
| Olimpia                    | Paraguay | 2014-2015     |
| Dep. Santaní               | Paraguay | 2015          |
| Dep. Capiatá               | Paraguay | 2016          |
| Libertad                   | Paraguay | 2017-2021     |
| Tacuary                    | Paraguay | 2022-2023     |
| Club 2 de Mayo             | Paraguay | 2024-presente |

## Palmarés

### Títulos nacionales
| Título                       | Club     | País     | Año                  |
| ---------------------------- | -------- | -------- | -------------------- |
| Primera División de Paraguay | Libertad | Paraguay | Torneo Apertura 2017 |
| Primera División de Paraguay | Libertad | Paraguay | Torneo Apertura 2021 |